# Solana Generating Station
Das Kraftwerk Solana (engl. Solana Generating Station) nahe Gila Bend im amerikanischen Bundesstaat Arizona ist das größte Solarwärmekraftwerk in Parabolrinnen-Bauweise der Welt. Die im Jahr 2013 ans Netz gegangene 250-MW-Anlage, die sich über 7,7 km² erstreckt, wurde von dem spanischen Unternehmen Abengoa Solar erstellt. Die spanische Abengoa Yield ist jetzt Besitzerin der Großanlage nach Auszahlung der Liberty Interactive Corporation, die in den ersten fünf Jahren beteiligt war, um die staatliche Ökostrom-Förderung in Form von Steuernachlässen ausnutzen zu können.

## Aufbau
Das Kraftwerk verwendet 3232 Parabolrinnenkollektoren (Solar Collector Assemblies, SCA) von Abengoa Solar (art E2, Eucumsa) mit jeweils 125 m langer, 5,75 m breiter Apertur mit einer Gesamtfläche von 2,3 km². Die thermische Eingangsleistung von bis zu etwa 2500 MW wird durch Öl gesammelt, das durch Rohre in den Brennlinien der Spiegel gepumpt wird und sich dabei auf fast 400 °C erhitzt.

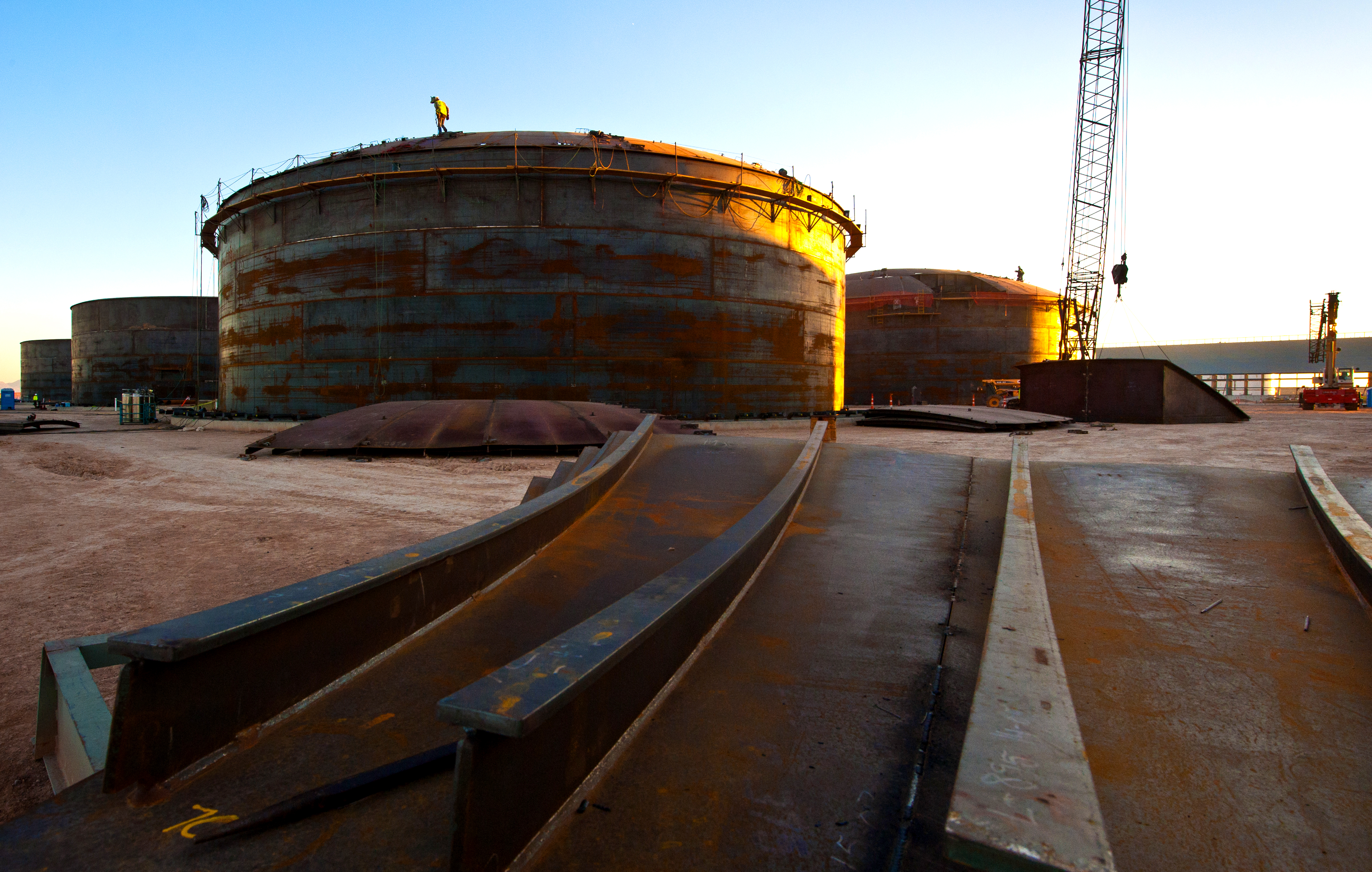
Errichtung der Salz-Tanks

Tagsüber wird ein Teil der Wärmeleistung an Flüssigsalz-Wärmespeicher abgegeben. Sechs dieser Speicher fassen insgesamt 125.000 Tonnen Salz bzw. 1680 MWh Wärmeenergie, was mit den auf 280 MW ausgelegten Wärmeübertragern für 6 Stunden Volllastbetrieb reicht. Jeder Speicher hat zwei Tanks von 10,4 m Höhe und 37,2 m Durchmesser und Nenntemperatur 250 °C bzw. 350 °C, verbunden über je einen Wärmeübertrager. Verwendet wird eine Salzschmelze aus 60 % Natriumnitrat (NaNO3) und 40 % Kaliumnitrat (KNO3), Schmelzpunkt 240 °C. Wird das Salz fest, muss es elektrisch aufgewärmt werden.
Mit dem heißen Öl, tagsüber aus dem Kollektorfeld, nachts aus dem Wärmespeicher, wird über einen Wärmetauscher Dampf erzeugt, der zwei Dampfturbinen-Generatorsätze treibt. Gekühlt wird der Dampf im Wesentlichen durch Verdunstung von lokalem Grundwasser in Nasskühltürmen.
Die Turbosätze leisten je 140 MW brutto, netto 125 MW. So können bis zu 70.000 Haushalte nachhaltig mit Elektrizität versorgt werden. Bei gedrosseltem Betrieb wird ein Turbosatz abgeschaltet.

## Eingespeiste Energie
Die von der Solana Generating Station jährlich eingespeiste Energie betrug
| Jahr | GWh |
| ---- | --- |
| 2013 | 89  |
| 2014 | 604 |
| 2015 | 719 |
| 2016 | 644 |
| 2017 | 724 |
| 2018 | 776 |
| 2019 | 792 |
| 2020 | 776 |
| 2021 | 695 |